# Bunomys
Bunomys là một chi động vật có vú trong họ Muridae, bộ Gặm nhấm. Chi này được Thomas miêu tả năm 1910. Loài điển hình của chi này là Mus coelestis Thomas, 1896.

## Các loài
Chi này gồm các loài: